# Leslie R. Lemon
Pour les articles homonymes, voir Lemon.
Leslie R. Lemon (né le 19 janvier 1947 et mort le 29 mai 2020) est un météorologue américain qui a fait le lien entre la recherche et la prévision opérationnelle dans le domaine du radar météorologique, notamment en développant une technique pour reconnaître la structure des orages violents, la technique de Lemon,. 
Lemon et Charles A. Doswell III ont tous deux travaillé à comprendre l'orage supercellulaire, identifié initialement par Keith Browning. À partir de sa compréhension du phénomène, Lemon a développé cette technique qui permet d'estimer la force de courant ascendant et l'organisation d'orages dans des environnements fortement cisaillées.

## Carrière
L'intérêt de Lemon à propos des orages violents d'avoir été témoin de la tornade de force F5 à Ruskin Heights, près de Kansas City, le 20 mai 1957. Celle-ci avait causé de légers dégâts à la maison familiale mais de graves dégâts très près de là. Lemon a étudié la météorologie à l'Université du Kansas (KU) et l'Université d'Oklahoma (UO) pour finalement obtenir un baccalauréat en sciences d'OU en 1970. 
Ses études supérieures furent interrompues par la guerre du Vietnam et il rejoignit alors le Corps des officiers de la NOAA. Après son service, il finit son doctorat puis rejoignit le National Weather Service (NWS) et a travaillé à l'unité de développement technique du National Severe Storms Forecast Center (maintenant le Storm Prediction Center) où il s'était penché sur les orages supercellulaires, développant la technique qui porte maintenant son nom.
De 1984 à 1994, Leslie Lemon fut directeur des systèmes météorologiques du NWS, section qui a développé le radar météorologique WSR-88D et le réseau NEXRAD qui couvre maintenant tout le territoire des États-Unis,. Ses responsabilités principales incluaient le design d'une partie du radar, des produits numériques et graphiques, de l'interface avec les utilisateurs et de l’entrainement de ces derniers.
Depuis, il a enseigné les principes du radar météorologique et des orages violents à travers les États-Unis et internationalement. Il a également travaillé à Lockheed Martin où il s'était occupé d'un autre algorithme radar pour la détection des microrafales. Lemon avait aussi travaillé chez Unisys et d'autres sociétés au cours de sa carrière et exploite depuis 1999 une entreprise consultation météorologique.

## Comités et expertise
Il fut président de la National Weather Association (Association nationale Météo) en 2001,. Il avait siégé sur un comité du Conseil national de la recherche des États-Unis de la National Academy of Sciences se penchant sur le futur du radar météorologique après NEXRAD la même année. 
Son expertise et ses recherches dans le domaine des orages violents l'ont amené à se rendre dans plusieurs pays. Il a ainsi pu documenter une tornade par radar en Roumanie, la première fois de cette manière dans ce pays.

## Reconnaissance
En 1976, la NOAA lui a accordé un Prix spécial de reconnaissance pour le développement de l'algorithme radar de signature tornadique de rotation (TVS), une autre aide à la prévision.
En 1997, Lemon a reçu un prix pour contribution exceptionnelle à l'avancement de la météorologie opérationnelle de l'American Meteorological Society pour son travail de pionnier sur le WSR-88D,,.

## Décès
Leslie Lemon est décédé le 29 mai 2020 à l'âge de 73 ans à Independence (Missouri). Il laisse dans le deuil sa femme et ses trois enfants.